# Nagarjuna

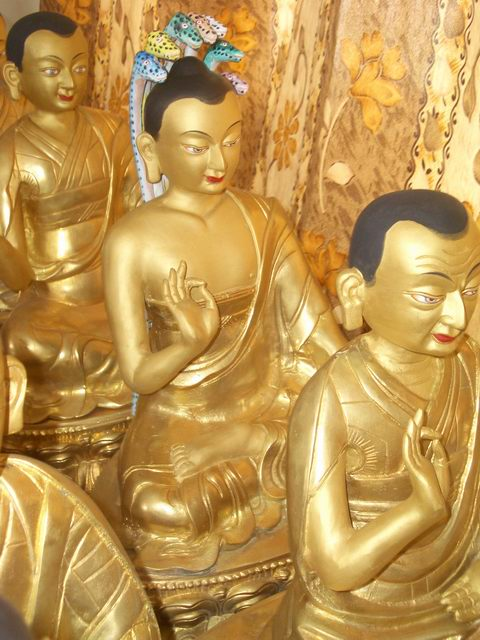
Vergoldete Statue des Nāgārjuna

Nagarjuna (Sanskrit m., नागार्जुन, Nāgārjuna, [naːˈgaːrdʒunɐ]; ca. 2. Jahrhundert) gilt als die erste historisch bedeutende Persönlichkeit im Kontext des Mahāyāna-Buddhismus.
Das zentrale Motiv hinter Nāgārjunas Lehrtätigkeit, die den Grundstein für die „Schule des Mittleren Weges“ (Mādhyamaka) legte und der buddhistischen Philosophie zahlreiche Werke hinterließ, war die Wiederherstellung der Lehre Buddhas, deren Kerngedanke Nāgārjuna zufolge durch die ausufernde Schullehre in einigen Schulen des Hīnayāna Gefahr lief, aus dem Blickpunkt zu geraten. Nāgārjuna machte zur Unterstützung seiner Vorgehensweise systematisch Gebrauch von einem besonderen Argumentationswerkzeug, dem „Urteilsvierkant“ (Sanskrit catuṣkoṭi), mithilfe dessen er logische Widersprüche in den Postulaten seines philosophischen Umfeldes aufzuzeigen und zu dekonstruieren versuchte. Das Ziel dieser Methodik, die durch eine rigorose Zurückweisung von extremen Standpunkten charakterisiert war, lag darin, die buddhistische Lehre wieder als einen konsequenten Weg der Mitte begreifbar zu machen, der alle dem Erkenntnisprozess entgegenwirkende unheilsamen Ansichten – insbesondere den „Ewigkeitsglauben“ (Sanskrit śāśvatavāda) und die „Vernichtungslehre“ (Sanskrit ucchedavāda) – grundsätzlich ausschließt, und diese Auffassung gegen die zu seiner Zeit verbreiteten Schulmeinungen zu verteidigen. Die detaillierte Ausarbeitung des Leerheitsbegriffes (Sanskrit śūnyatā) im direkten Zusammenhang mit dem „Entstehen in Abhängigkeit“ (Sanskrit pratītyasamutpāda) sowie die Weiterentwicklung der Lehre von den „Zwei Wahrheiten“ (Sanskrit satyadvaya) zählen zu den von Nagarjuna geleisteten Beiträgen, die ihn vor allem in den Traditionen des Vajrayāna und des Zen nach Buddha zu einem der einflussreichen buddhistischen Denker indischer Herkunft machen.

## Nāgārjunas Leben und Werk – Mythen und Legenden

Eine Karte des Satavahana-Königreiches, die die Lage von Amaravathi (wo Nāgārjuna laut Walser gelebt und gearbeitet haben könnte) und Vidarbha (der Geburtsort von Nāgārjuna laut Kumārajīva) zeigt.

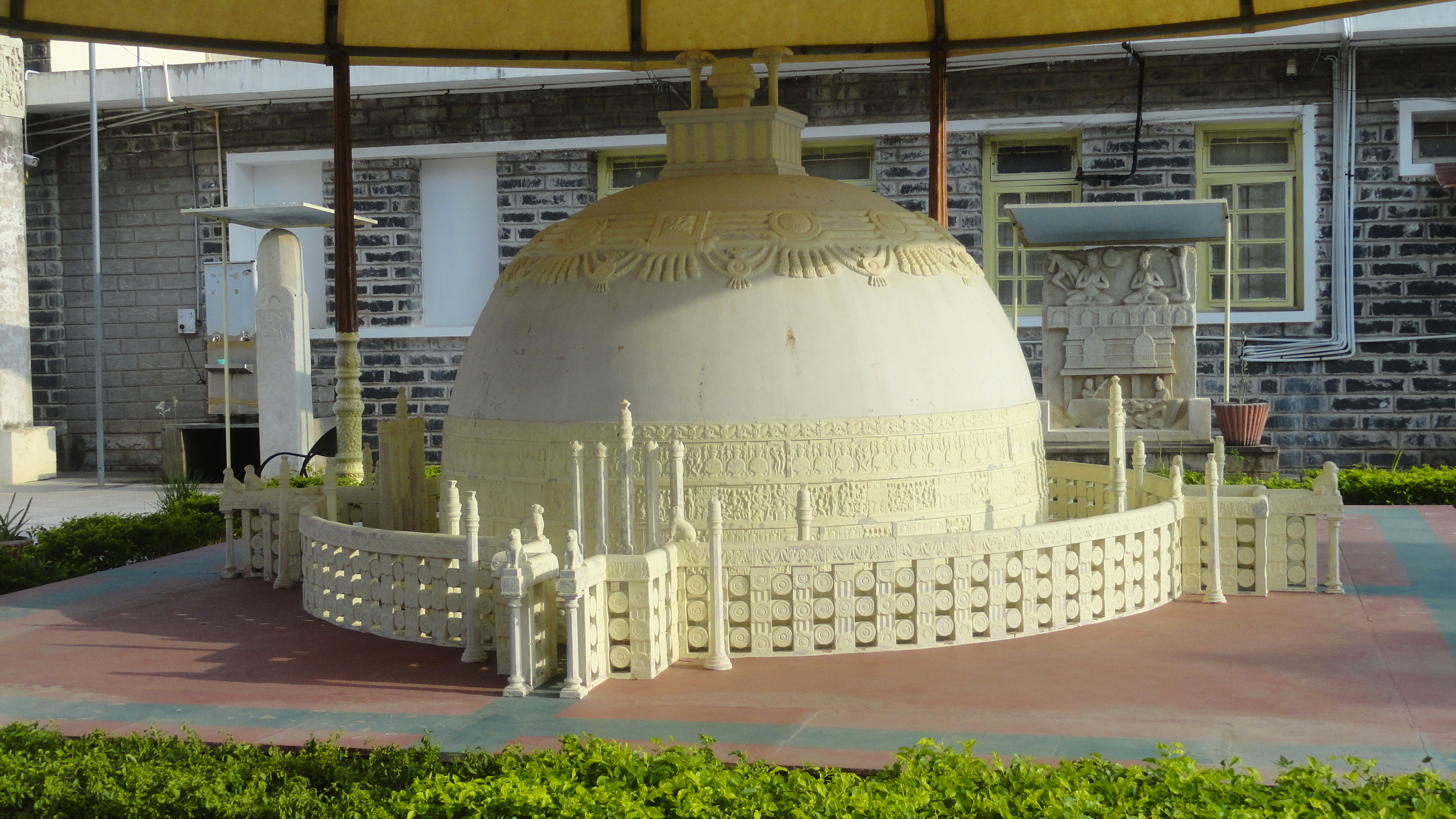
Ein Modell der Stupa von Amaravati

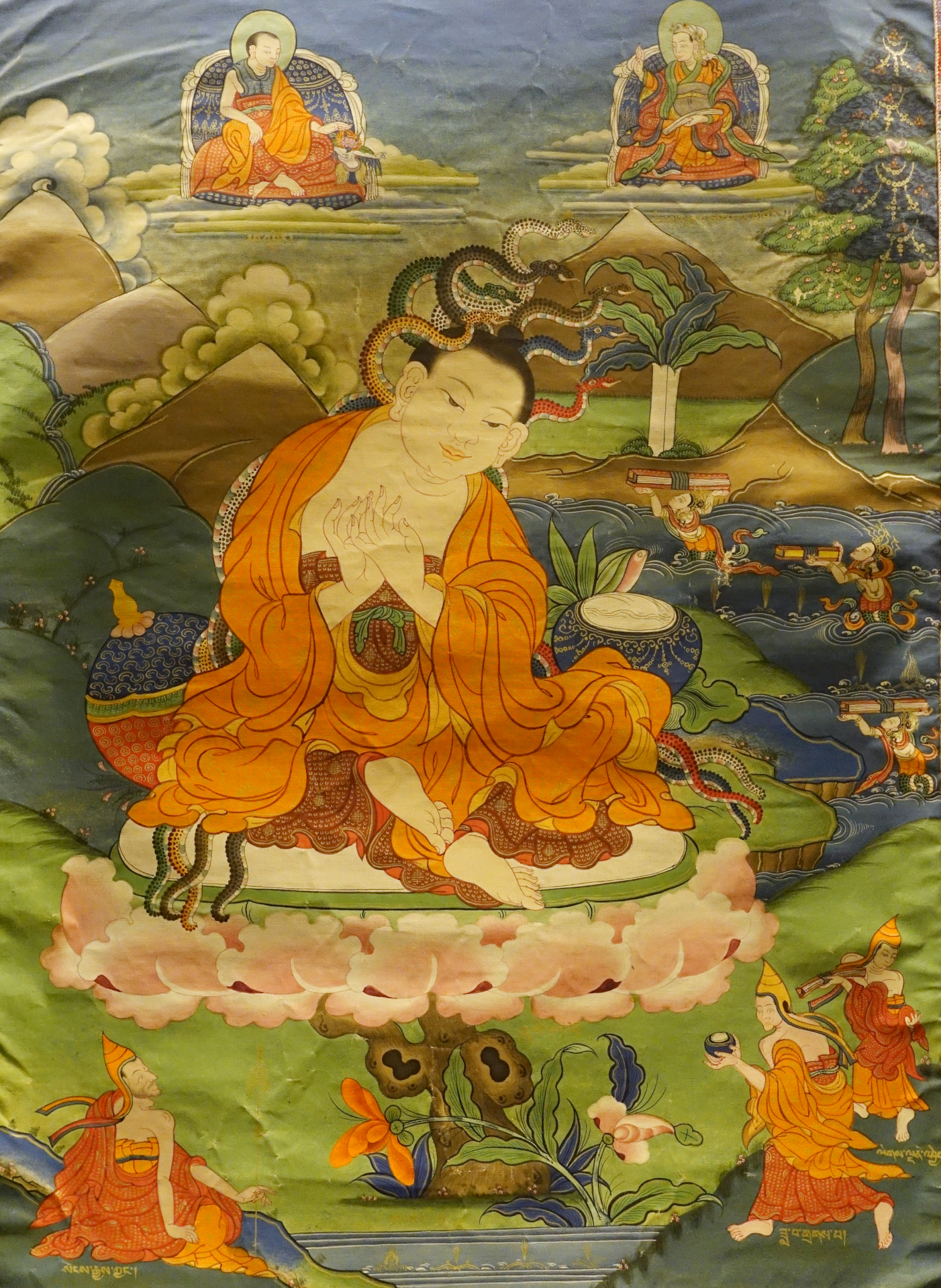
Eine tibetische Darstellung von Nagarjuna. Die Schlangen sind als Beschützer um Nagarjunas Kopf dargestellt, und die aus dem Wasser aufsteigenden Nagas bieten buddhistische Sutras an

Über die Person Nāgārjunas ist so gut wie kein gesichertes Wissen verfügbar. Die innerhalb der buddhistischen Tradition lange nach seinem Tode verfassten Hagiographien, darunter Zeugnisse in chinesischer und in tibetischer Sprache u. a. von Paramārtha (499 – 569) und Xuanzang (603 – 664), sind sehr stark mit Mythen und Legenden ausgeschmückt, und daher in Bezug auf eine Herausarbeitung historisch belegbarer Fakten höchst unzuverlässig. Zu diesen meist pädagogisch gedachten und von großer Verehrung gekennzeichneten Legenden gehören Geschichten, deren Inhalte von Tradition zu Tradition mit leichten Abwandlungen überliefert sind. Eine davon – aus der Feder des Übersetzers Kumārajīva (344 – 413) – stellt Nāgārjuna als Magier dar, der seine Fähigkeit, sich unsichtbar zu machen, dazu nutzt, zusammen mit seinen Gefährten die Mätressen eines einflussreichen Herrschers zu verführen. Nāgārjuna und seine zwei Begleiter schleichen sich unbemerkt in den Palast und setzen ihren gemeinsamen Plan in die Tat um. Auf dem Rückweg entgeht Nāgārjuna, dass die Wirksamkeit des Zauberspruchs bei seinen beiden Freunden nachlässt. Die zwei ahnungslosen Gefährten werden von der Palastwache entdeckt und hingerichtet. Dieses schmerzliche Ereignis, das Nāgārjuna unmittelbar mit dem Leiden konfrontiert, veranlasst ihn schließlich dazu, sich fortan nur noch der Lehre Buddhas zu widmen.

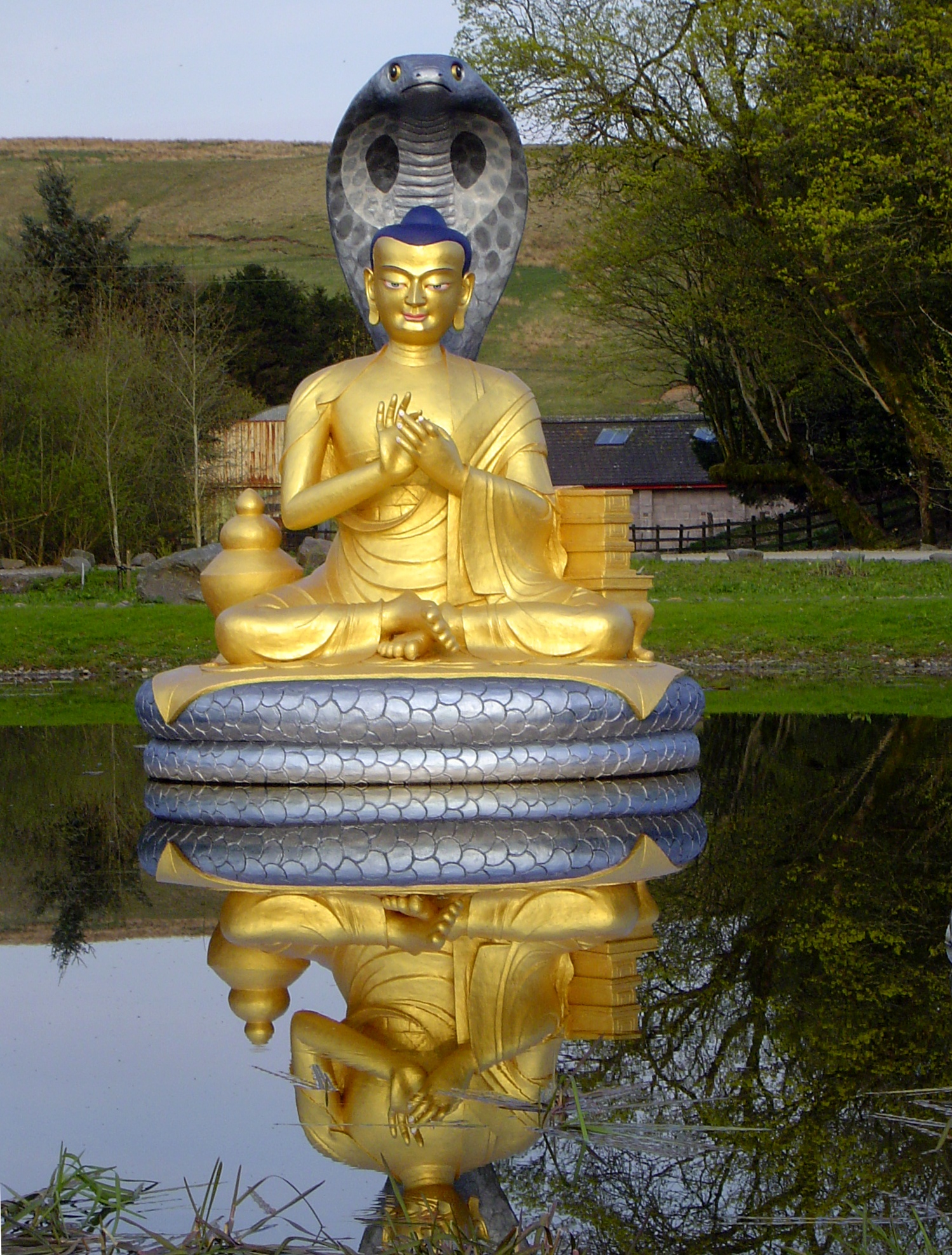
Nagarjuna-Statue am Samye-Ling-Kloster im County Dumfriesshire von Schottland

In einer anderen Erzählung unbekannten Ursprungs erregt Nāgārjuna durch seine Lehrreden die Aufmerksamkeit eines mythischen Volkes von drachenähnlichen Schlangenwesen, den Nāgas. Sie laden Nāgārjuna aus Anerkennung in ihre auf dem Grund des Meeres liegende Heimatwelt ein und händigen ihm dort die Prajñāpāramitā-Schriften aus, die ihnen Buddha selbst zur Verwahrung gegeben haben soll, mit der Bitte, sie erst dann der Weltöffentlichkeit zugänglich zu machen, wenn die Menschen reif für ihre Botschaft geworden wären. Diese Legende spielt auf Bedeutung des Namens „Nāgārjuna“ an, der übersetzt etwa soviel bedeutet wie „weiße Schlange“. Die indische Mythologie verbindet die Farbe Weiß (arjuna) mit Reinheit und das Symbol der Schlange (nāga) mit Weisheit. Ein Erkennungsmerkmal Nāgārjunas sind daher die Schlangen, die in traditionellen Darstellungen hinter seinem Kopf emporragen (siehe Abb. oben). Noch viele weitere Legenden umranken die Gestalt des Nāgārjuna, unter anderem Berichte von einer unheilbaren Krankheit im Kindesalter, die er durch den Beitritt in einen Klosterorden und beharrliches Studieren der frühbuddhistischen Schriften besiegte, von Alchemie und Unsterblichkeitselixieren, die ihn ein biblisches Alter erreichen ließen, sowie von seinem Tod durch Enthauptung mit Kuśagras (Poa cynosuroides), einem hohen Riedgras mit scharfen Halmen, das in Indien zu heiligen Zeremonien (Puja) Verwendung findet. Der Hinrichtungswunsch, den laut jener Erzählung die philosophischen Gegner Nāgārjunas äußern, die er in allen Debatten besiegte, und dem Nāgārjuna aus Mitgefühl für seine Widersacher selbst zustimmt, kann nur mit diesem besonderen Gras verwirklicht werden, da Nāgārjuna damit in einem seiner früheren Leben unabsichtlich ein Insekt getötet haben soll, als welches einer dieser Gegner zu jenem Zeitpunkt verkörpert war.
Verifizierbare Daten zu Nāgārjunas tatsächlichem Leben außerhalb dieser Legenden liegen weitgehend im Dunkeln. Als annähernd gesichert gilt, dass Nāgārjuna im 2. Jahrhundert n. Chr. als Sohn einer Brahmanenfamilie in der mittelindischen Region Vidarbha im heutigen Bundesstaat Maharashtra zur Welt kam. Vermutlich verbrachte er sein späteres Leben bis zu seinem Tod um das in Südindien gelegene, zum heutigen Andhra Pradesh gehörige Amaravati. Auf dem in diesem Gebiet befindlichen Berg Sri Parvata bei Nāgārjunakoṇḍa soll Nāgārjuna an den unteren Flussläufen des Krishna ein Kloster gegründet und dort unterrichtet haben. Die Verbindung Nāgārjunas mit der Klosteruniversität Nālandā gehört höchstwahrscheinlich zu den zahlreichen Legenden, da dieses Bauwerk erst um das 5. Jahrhundert n. Chr. errichtet wurde und somit nicht mehr in die weithin anerkannte Lebensspanne Nāgārjunas fällt. Aus verschiedenen Quellen, u. a. den Nāgārjuna zugeschriebenen literarischen Werken „Kostbare Girlande“ (ratnāvalī) und „Brief an einen Freund“ (suhṛllekha), in denen besonders der ethische Aspekt der buddhistischen Lehre betont wird, geht hervor, dass Nāgārjuna vermutlich eine langjährige Freundschaft zu einem Herrscher der Śātavāhana-Dynastie pflegte, an den diese Schreiben gerichtet waren. Es lässt sich jedoch nicht vollständig rekonstruieren, welcher der zwischen 230 v. Chr. und 199 n. Chr. regierenden Herrscher diesen regen Kontakt mit Nāgārjuna unterhielt.
Die Werke Nāgārjunas sind ausnahmslos in Sanskrit verfasst und nicht in „hybridem Sanskrit“, der in der Māhayāna-Literatur üblicheren Sprachkombination aus Sanskrit und Elementen lokaler Prakrit-Dialekte, die im Indien der damaligen Zeit das Pali als allgemein verständliche Verkehrssprache abgelöst hatte. Dies könnte darauf zurückzuführen sein, dass Nāgārjuna als gebürtigem Brahmanen das Sanskrit als Schriftsprache am geläufigsten war. In ihrem Stil weisen seine Werke einen deutlichen Einfluss der Prajñāpāramitā-Literatur auf, sind jedoch zugleich tief in den Lehrreden Buddhas verwurzelt, auf die in ihnen häufig Bezug genommen wird.
Nāgārjunas wichtigstes Traktat sind die in 27 Kapitel unterteilten "Mūlamādhyamakakārikā" ("Lehrstrophen über die grundlegenden Lehren des Mittleren Weges"). Daneben kommen noch weitere Abhandlungen, teils philosophischer, teils ethischer Natur, als authentische Werke Nāgārjunas in Frage. Dazu zählen:
- Śūnyatāsaptati (Siebzig Strophen über die Leerheit)
- Vigrahavyāvartanī (Zurückweisung der Vorwürfe)
- Pratītyasamutpādahṛdayakārikā (Lehrstrophen über das Entstehen in Abhängigkeit)
- Yuktiṣaṣtikā (Sechzig Strophen der Beweisführung)
- Vaidalyaprakaraṇa (Widerlegung der Ausführungen [der Nyāya])
- Vyavahārasiddhi (Erleuchtung in der Welt des alltäglichen Lebens)
- Bodhicittavivaraṇa (Erläuterung des Erleuchtungsgeistes)
- Catuḥstava (Vier Hymnen)
- Ratnāvalī (Kostbare Girlande)
- Sūtrasamuccaya (Sūtra-Sammlung)
- Bodhisaṃbharaka (Voraussetzungen für die Erleuchtung)
- Suhṛllekha (Brief an einen Freund)

## Ansatzpunkte für Nāgārjunas Methodik – das philosophische Umfeld und seine Theorien
Nāgārjuna sah sich im philosophischen Umfeld seiner Epoche, die eine Blütezeit der indischen Philosophie darstellte, mit einer Vielzahl unterschiedlicher buddhistischer wie nichtbuddhistischer Schulen sowie deren Standpunkten konfrontiert. Jene um das 1. Jahrhundert v. Chr. einsetzende Ära, die eine systematische Periode in der indischen Philosophie einläutete, war geprägt von einer regen Debattierkultur, in der die Wortgefechte nach den Kategorien (padārtha) eines festgelegten Reglements abgehalten wurden. Es war auch die Zeit der schriftlichen Fixierung von Lehrinhalten in Sūtraform und weiteren ergänzenden Kommentaren. In diesem philosophischen Wettstreit wurde der Buddhismus erstmals in seiner Geschichte auf umfassende Weise einer strengen Prüfung vonseiten konkurrierender nichtbuddhistischer Systeme unterzogen und musste zu diversen Themen Rede und Antwort stehen. Dazu gehörten neben epistemologischen Fragen wie zum Beispiel, welche Erkenntnismittel (pramāṇa) eine zuverlässige Wahrheitsfindung ermöglichten, auch der immer wieder auftretende Erklärungsbedarf nach dem Ablauf der Wiedergeburt und dem Wesen der Realität. Es hatten sich in Bezug auf die wichtige, weil mit dem Gesetz des Karma direkt in Verbindung stehende Frage, auf welche Weise sich Kausalität vollzieht, in den orthodoxen, den Veda als Autorität anerkennenden Systemen, zwei grundlegende Modelle entwickelt:
- Die vom philosophischen System des Sāṃkhya favorisierte Theorie des satkāryavāda (wörtlich etwa: „Lehre vom Sein der Wirkung“), die besagt, dass die Wirkung bereits potentiell in der Ursache enthalten ist (Identität von Ursache und Wirkung)

- Die vom System des Vaiśeṣika verfochtene Theorie des asatkāryavāda („Lehre vom Nichtsein der Wirkung [vor und nach ihrer Manifestation]“), die den diametral entgegengesetzten Standpunkt zum Sāṃkhya einnimmt. Die Wirkung ist dieser Lehrmeinung zufolge nicht potentiell in der Ursache enthalten, sondern beide sind völlig verschieden und getrennt voneinander (Differenz von Ursache und Wirkung).

Alle anderen Kausalitätsmodelle der nichtbuddhistischen Schulen stellten lediglich Abwandlungen dieser beiden Positionen dar:
- Die Auffassung der Jains drückte sich erkenntnistheoretisch im „syādvāda“ (Lehre von der Gültigkeit einer Aussage je nach einzelnem Standpunkt) und ontologisch im „anekāntavāda“ (Lehre der Mannigfaltigkeit der Ausdrucksformen) aus und nahm die Position einer Synthese ein. Gemäß dieser Haltung ist jede Aussage wahr aus der jeweiligen Perspektive der Person, die sie trifft. Und die Wirklichkeit besitzt nicht nur einen einzigen ausdrückbaren Aspekt, sondern kann nur durch Nennung mehrerer Aspekte verbalisiert werden. Die jainistische Philosophie setzte bezüglich der Frage nach der Wirkweise der Kausalität auf die Möglichkeit „sowohl als auch“, eine Auffassung, die auch die später theistische Ausprägung des Sāṃkhya vertrat.

- Die Fatalisten (Ājīvikas) lehrten dagegen einen strengen Determinismus, der eine moralisch-ethisch begründete Kausalität ausschloss. Sie verwarfen das Gesetz des Karma zugunsten einer These, nach der das Weltgeschehen völlig willkürlich durch den Lauf des Schicksals (niyati) gesteuert wurde. Es gab demnach für den Menschen keine Möglichkeit, sich durch eigene Anstrengung aus dem Kreislauf der Wiedergeburten (Saṃsāra) zu befreien, da die Erlösung für sie nicht von der Qualität der Taten abhing (akriyavāda).

- Die Materialisten (Lokāyatikas) lehnten alle generell akzeptierten Grundsätze philosophisch-religiösen indischen Denkens ab. Für sie gab es weder Wiedergeburt noch Karma, und das Leben endete für sie mit dem körperlichen Tod. Die Welt entstand ihrer Ansicht nach rein zufällig, ohne bestimmte Gesetzmäßigkeit oder Ordnung aus den vier Elementen Erde, Feuer, Wasser und Luft. Aufgrund dieser Haltung propagierten sie den Hedonismus und die Auflösung der starren Kastenstruktur.

In dieses polyphone Konzert der Sichtweisen stimmten zwei der insgesamt 18 Schulen des Hīnayāna mit ein: die Schulen des Sarvāstivāda und des Sautrāntika, die sich intensiv mit der im Abhidharma systematisierten Lehre von den grundlegenden Wirklichkeitsbestandteilen, den Daseinsfaktoren (dharmas), auseinandersetzten. Die vehemente Diskussion über den Status dieser konstitutiven Elemente, die neben anderen Gründen überhaupt erst dazu geführt hatte, dass sich die Sautrantikas als eigenständige Schule vom Sarvastivada abspalteten, schloss auch einen Streit über den kausalen Zusammenhang zwischen den Daseinsfaktoren mit ein, und im Zuge dessen wandten die beiden Schulen die Modelle des satkāryavāda und des asatkāryavāda auf ihre Darstellungen an.
Die Sarvāstivādin vertraten das Modell einer Koexistenz aller zukünftiger, gegenwärtiger und vergangener Daseinsfaktoren in einem ewigen Latenzzustand, den sie jeweils aufgrund ihrer karmisch bedingten Aktivierung verlassen, um in wechselnden Kombinationen Welt und Dinge zu konstituieren. Nachdem die jeweilige Bindung, die die Daseinsfaktoren eingegangen sind, wieder auseinanderfällt, verlöschen sie nicht vollständig, sondern bleiben stets solange in ihrer Potentialität erhalten, bis sie erneut aktiviert werden (daher auch der Name „Sarvāstivāda“, von Sanskrit „sarvam asti“ = alles existiert). Die Sarvastivadin sprachen den Elementen der Wirklichkeit eine „Eigenexistenz“ (svabhāva) zu und werteten ihren Status dadurch zu einer „höchsten Wirklichkeit“ (paramārtha) auf. Diese Auffassung kam für die Sautrāntikas einem Verstoß gegen die zentrale buddhistische Lehre vom „Nicht-Selbst“ gleich, da die Erhöhung der Daseinsfaktoren auf eine den Dingen und Subjekten übergeordnete Realitätsstufe die Daseinsfaktoren ihrerseits wieder in die Position eines „unwandelbaren Selbst“ brachte – vergleichbar mit dem Ātman der Upaniṣaden. Sie verfochten im Gegensatz dazu eine Lehre der Augenblicklichkeit (kṣaṇikavāda), der zufolge die Daseinsfaktoren nur momenthaft aufblitzen, um im selben Moment wieder vollständig zu vergehen. Die Faktoren besitzen daher keinerlei zeiträumliche Ausdehnung und keinen linearen Ursache-Wirkungs-Zusammenhang zueinander. Vor ihrem Entstehen waren die Daseinsfaktoren gänzlich nichtexistent und in diese Nichtexistenz werden sie auch wieder nach ihrem Vergehen überführt.
All diese vorherrschenden Kausalitätsmodelle weist Nāgārjuna schon zu Anfang des ersten Kapitels seiner „Lehrstrophen über die Wurzel der Mittleren Lehre“ gleichermaßen als widersprüchlich zurück:
Nirgends und niemals findet man Dinge, entstanden aus sich, aus anderem,
aus sich und anderem zusammen, ohne Grund (d.i. weder aus noch aus anderem).
na svato nāpi parato na dvābhyāṃ nāpy ahetutaḥ |
utpannā jātu vidyante bhāvāḥ kva cana ke cana||
(MMK 1.1)
Die Haltung der Sarvāstivādins mit ihrer Version des satkāryavāda ging Nāgārjuna zufolge einher mit der extremen Ansicht des „Ewigkeitsglaubens“ (śāśvatavāda), da sie die Daseinsfaktoren zu etwas ewig und dauerhaft Existierendem emporhoben. Die Sautrāntikas verfielen mit ihrer Ausarbeitung des asatkāryavāda in den Augen Nāgārjunas hingegen dem anderen Extrem der „Vernichtungslehre“ (ucchedavāda), indem sie die Daseinsfaktoren vor ihrem Entstehen und nach ihrem Vergehen für gänzlich nicht-existent erklärten. Beide Ansichten waren für Nāgārjuna mit dem „Mittleren Weg“ (madhyamā pratipad) nicht vereinbar, den er unter Berufung auf Buddha mit der völligen Gleichwertigkeit von „Bedingtem Entstehen“ und „Leerheit“ definierte. Die Daseinsfaktoren sind nicht ewig, da sie ihrerseits in Abhängigkeit von bedingenden Faktoren bestehen, sie werden jedoch auch nicht vernichtet, da sie aufgrund ihrer Abhängigkeit gänzlich leer von Eigenexistenz sind. Dieses Verständnis fasst Nāgārjuna in folgendem Satz zusammen:
Das Entstehen in gegenseitiger Abhängigkeit (pratītyasamutpāda), dies ist es, was wir 'Leerheit' nennen. Das ist [aber nur] ein abhängiger Begriff (prajñapti); gerade sie (die Leerheit) bildet den Mittleren Weg.
yaḥ pratītyasamutpādaḥ śūnyatāṃ tāṃ pracakṣmahe |
sā prajñaptir upādāya pratipat saiva madhyamā ||
(MMK 24.18)
Die Heranführung an diesen nur in der höchsten Einsicht (prajñā) lückenlos nachvollziehbaren Sachverhalt ist das zentrale Motiv, das hinter Nāgārjunas gesamter Philosophie steht. Nāgārjuna analysierte die wichtigsten buddhistischen Themenbereiche vor diesem Hintergrund.

## Nāgārjunas Philosophie – Die Lehre von der Leerheit (śūnyatāvāda)
Nāgārjunas Anliegen war eine Rückbesinnung auf das „Mittlere“ der Lehre Buddhas, das angesichts der Auseinandersetzung zwischen Sarvāstivādin und Sautrāntikas drohte, der bloßen akademischen Spekulation über metaphysische Gegebenheiten zum Opfer zu fallen. Er war somit weder Begründer einer neuen Schule, noch war er Gründer des Mahayana selbst. Nāgārjuna analysierte die wichtigsten buddhistischen Kernthemen unter dem Gesichtspunkt der Gleichwertigkeit von Bedingtem Entstehen und Leerheit (siehe Shunyata), die er zu Beginn seiner „Lehrstrophen über die grundlegenden Lehren des Mittleren Weges“ mit den „acht Verneinungen“ unterstreicht:
Nichtvergehen, Nichtentstehen, Nichtabbrechen, Nichtandauern, Nichteinheit, Nichtvielheit, Nicht-zur-Erscheinung-Kommen, Nicht-aus-ihr-Verschwinden.
anirodham anutpādam anucchedam aśāśvataṃ |
anekārtham anānārtham anāgamam anirgamaṃ ||
Seines Erachtens hatten die Sarvāstivādin und die Sautrāntikas, dieses „Mittlere“ nicht genügend verinnerlicht, was dazu führte, dass sie in Extreme verfielen: die Sarvāstivādin in die „Es ist immer“-Position der ewigen Dauer und die Sautrāntikas in die „Es ist und wird nicht mehr sein“-Position der Vernichtung. Beide Schulen waren in dieser Hinsicht vom buddhistischen Pfad abgewichen, dessen Quintessenz Buddha in einer seiner Lehrreden mit folgendem kurzen Satz erläutert: „Nur eines lehre ich: Das Leiden und die Aufhebung des Leidens“ (Majjhima-Nikaya, MN 22).
Für Nāgārjuna ist, wie es sich auch schon als Trend in der Prajñāpāramitā-Literatur abzeichnete, insbesondere die Unwissenheit (avidyā) eine der Hauptquellen des Leidens, und sie gilt es vor allem anderen abzubauen, um sie im Gegenzug durch Erkenntnis (prajñā) und Wissen (jñāna) zu ersetzen. Dies ist ihm zufolge auch auf dem logisch-argumentativen Wege über die Theorie möglich, der er durchaus einen praktischen Nutzen zuspricht. Er verfährt in seiner Argumentation dekonstruktiv, um beim Praktizierenden Schritt für Schritt alle Tendenzen des Ergreifens aufzulösen, und dadurch das „Mittlere“ zu enthüllen, das sich in der so gewonnenen Erkenntnis zeigt.
Um die Leerheit anhand schlüssiger Argumente zu begründen, unterzieht Nāgārjuna die Vergänglichkeit der Phänomene einer strengen Analyse. Nur weil die Phänomene in ihrer Abhängigkeit von bedingenden Faktoren gänzlich leer sind, so argumentiert Nāgārjuna, können sie entstehen und vergehen. Und nur weil sie leer sind, ist die Überwindung des Leidens durch die Vier Edlen Wahrheiten sowie das Beschreiten des Edlen Achtfachen Pfades zur Erlösung überhaupt erst möglich. Wären die Phänomene nicht-leer, d. h. existierten sie aus sich selbst heraus, gäbe es keinerlei Entwicklung in der Welt, alles wäre vollkommen statisch, unveränderlich, gewissermaßen „eingefroren in der Unendlichkeit“. Die Dinge wären unverursacht und, da sie für ihr Dasein keinerlei Stütze benötigten, in Ewigkeit erstarrt. Doch dies lässt sich mit der Beobachtung des ständigen Wandels in der Welt nicht vereinbaren. Nirgendwo finden sich unvergängliche Dinge. Und daher, schlussfolgert Nāgārjuna, finden sich nirgendwo Dinge, die nicht leer sind.
[Alle] Dinge sind ohne Eigensein, weil man an ihnen Wesensveränderung sieht. Aufgrund der Leerheit [aller] Dinge gibt es [allerdings] kein Ding ohne Eigensein.
bhāvānāṃ niḥsvabhāvatvamanyathābhāvadarśanāt |
asvabhāvo bhāvo nāsti bhāvānāṃ śūnyatā yataḥ ||
(MMK 13.3)
Beispielsweise ist ein Baum abhängig von den verschiedensten bedingenden Faktoren: Wurzeln, Stamm, Ästen, Zweigen, Blättern, Nährstoffen im Boden, Wind, Regen, Sonneneinstrahlung usw. Der Baum ist aus diesem Betrachtungswinkel für sich genommen gar nicht „da“, sondern erst durch das Ineinandergreifen der diversen Faktoren, die ihn „ins Dasein erheben“ – dazu gehören z. B. auch die Wahrnehmung und die sprachliche Zuordnung. Das gesamte Universum wirkt mit an diesem einen Baum, da alle Bedingungen ihrerseits wieder von anderen Faktoren bedingt werden. Fiele ein Faktor weg, fielen alle anderen ebenso weg, sie sind untrennbar miteinander verwoben. Wäre der Baum ein durchweg isoliertes und eigenständiges Phänomen, das unabhängig von Bedingungen existierte, könnte er nicht wachsen und gedeihen, da er für sein Vorhandensein nichts anderes bräuchte als sich selbst. Er wäre Entstehen und Vergehen nicht unterworfen, immer gleich, ungebunden, todlos. Doch dies widerspricht der Tatsache, dass er sich unablässig verändert, vom Samenkorn bis hin zu dem knorrigen Gewächs mit dichtem Blattwuchs, das auch irgendwann wieder dem Verfall anheimfällt und stirbt.
Die Dinge sind also nach dieser Auffassung ohne Selbst (nairātmya), wesenlos (asvabhāva) und leer (śūnya), da sie infolge ihrer Abhängigkeit von bedingenden Faktoren über keinerlei „Eigenexistenz“ verfügen.
„Eigenexistenz“ (Sanskrit svabhāva, auch „Eigennatur“ oder „Eigensein“ genannt) beschreibt als Fachausdruck der indischen Philosophie die Eigenschaft von etwas, das aus eigener Kraft existiert, etwas Stützenlosem, das für sein Vorhandensein keine Bedingungen braucht. Der in den Upaniṣaden behandelte Atman wird dort zum Beispiel unter anderem mit dem Prädikat „eigenexistent“ versehen. Er hat in dieser Funktion den Status einer dem Relativen übergeordneten „letzten Wirklichkeit“ inne, ist im Gegensatz zur sich ständig wandelnden, bedingten Welt in sich selbst begründet, ewig, unveränderlich, rein und unentstanden. Dies sind die Attribute, die der „Eigenexistenz“ in diesem Zusammenhang zugesprochen werden. Und diese Eigenexistenz ist es, die Nāgārjuna in Bezug auf die Phänomene prinzipiell ausschließt.
Die Welt ist für Nāgārjuna eben wegen dieses Fehlens von Eigenexistenz keine Welt des Seins, sondern des ständigen Werdens. Die Dinge sind nicht, sondern geschehen, gleich einer Melodie, die auch nicht ist, sondern in der Aufeinanderfolge der Töne stattfindet. Auch die Daseinsfaktoren fallen in diese Kategorie, denn als solche existieren sie nicht unabhängig, sie sind unmittelbar in das Beziehungsgeflecht des „pratītyasamutpāda“ eingebunden. Da aber nun Abhängigkeit und Leerheit das Gleiche bedeuten, entstehen und vergehen die Dinge laut Nāgārjuna nicht wirklich.
Für dich mag gelten, dass Entstehen und Vergehen [doch] gesehen werden. Man sieht Entstehen und Vergehen [jedoch] nur aus Verblendung.
dṛśyate saṃbhavaś caiva vibhavaś caiva te bhavet |
dṛśyate saṃbhavaś caiva mohād vibhava eva ca ||
(MMK 21.11)
Die beiden unheilsamen Sichtweisen des „Ewigkeitsglaubens“ und der „Vernichtungslehre“ versehen die Dinge mit einer Substanz oder einer Essenz, die im ersteren Falle als etwas Unzerstörbares angesehen wird und in letzterem Falle zusammen mit dem Phänomen ins Dasein tritt und dann wieder verloren geht, wenn das Phänomen zerfällt. Doch da alles im Werden Begriffene im Buddhismus keinen bleibenden Kern aufweist, dauert es weder an (Ewigkeit), noch hört es auf zu sein (Vernichtung), ist weder Eines (Monismus), noch Vieles (Pluralismus). Nāgārjuna vergleicht das substanziell – und damit als absolut – aufgefasste Entstehen und Vergehen daher mit Luftspiegelungen und Schimären, mit Zaubertrug und Traumgebilden. Was von Bedingungen abhängt, ist leer. Was leer ist, verfügt über keine eigenständige, unabhängige Realität. So wie Wellen an der Oberfläche des Meeres auftauchen, ohne dass dabei Wasser hinzugewonnen wird, und so wie die Wellen wieder in den Ozean zurückkehren, ohne dass dabei Wasser verloren geht, entstehen und vergehen die Phänomene:
Wie Zauber, wie Traum, wie eine Fata Morgana werden Entstehen, Bestehen und Vergehen aufgefasst.
yathā māyā yathā svapno gandharvanagaraṃ yathā |
tathotpādas tathā sthānaṃ tathā bhaṅga udāhṛtam ||
(MMK 7.34)
Die Dinge treten nicht absolut wirklich ins Dasein, da auch ihr Entstehen von Bedingungen abhängt – und diese Abhängigkeit macht das Auffinden einer ersten Ursache, einer greifbaren Wurzel, unmöglich; sie verliert sich im Konditionalnexus, dem gewaltigen Netz der Bedingtheit. Die Phänomene existieren nicht ewig (ananta), und sie kommen auch nicht aus dem Nichts (vibhāva), um nach ihrer Existenz wieder in dasselbe Nichts zu verschwinden. Sie sind aufgrund ihrer Leerheit, die diese beiden Extreme ausschließt, weder existent noch nichtexistent.
Ausgehend von dieser Feststellung, treibt Nāgārjuna seine Argumentation noch einen Schritt weiter nach vorn und beschreibt in einem Vers, der zu den meistzitierten Sätzen der Mūlamadkyamakakārikā zählt, die Ununterscheidbarkeit von Samsara und Nirwana auf dem Gipfel der Erkenntnis (prajñā):
Es gibt nichts, was das Samsara vom Nirwana und das Nirwana vom Samsara unterscheidet. Die Grenze des Nirwana ist zugleich die Grenze des Samsara. Zwischen diesen beiden wird auch nicht der feinste Unterschied gefunden.
na saṃsārasya nirvāṇāt kiṃcid asti viśeṣaṇam |
na nirvāṇasya saṃsārāt kiṃcid asti viśeṣaṇam ||
nirvāṇasya ca yā koṭiḥ koṭiḥ saṃsaraṇasya ca |
na tayor antaraṃ kiṃcit susūkṣmam api vidyate ||
(MMK 25.19-20)
Vom Standpunkt der Erlösung aus gibt es keine Differenzierung mehr zwischen den bedingten Erscheinungen der Daseinswelt und dem unbedingten Nirwana. „Bedingtes“ und „Unbedingtes“ sind dualistische und aufeinander bezogene Begriffe. Nur derjenige, der nicht zur Weisheitserfahrung der universellen Leerheit gelangt ist, haftet an ihnen, und dies versperrt ihm den Weg zur Einsicht – er errichtet eine Grenze zwischen Samsara und Nirwana, die es nicht gibt. Da die Leerheit gleich Erlösung ist, befinden sich alle Wesen bereits im Zustand essenzieller Erlöstheit. Es gilt also lediglich, sich dieser Erlöstheit, die frei ist von allen Begrenzungen, Unterscheidungen und Extremen, bewusst zu werden und sie zu erkennen. Doch dieses Erkennen, so mahnt Nāgārjuna, ist infolge der Anatta-Lehre nicht als ein persönlicher Vorgang zu verstehen. Er macht auf den Widerspruch aufmerksam, der in der Vorstellung zutage tritt, das Nirwana „haben“, „erringen“, „erlangen“ oder „verwirklichen“ zu wollen:
Erlöschen werde ich ohne Ergreifen; mir wird Nirwana sein!’ – Diejenigen, die in solchem Wahn gefangen sind, die sind vom Ergreifen besonders gefangen.
nirvāsyāmy anupādāno nirvāṇaṃ me bhaviṣyati |
iti yeṣāṃ grahas teṣām upādānamahāgrahaḥ ||
(MMK 16.9)
Der Begriff der „Leerheit“ als zentrales Element in Nāgārjunas Lehre hat somit vornehmlich soteriologische Funktion. Er dient dazu, die alltägliche Wirklichkeitsauffassung, die von Konventionen wie Sprache und Denken geprägt ist, aus der Perspektive der Erlöstheit zu relativieren, um mit bestimmten Grundannahmen aufzuräumen, die einer tieferen Einsicht und damit der Leerheitserfahrung im Wege stehen. Festgefahrene Denkmuster und Vorstellungen, die in einander ausschließende Extreme münden – u. a. die des „Eigenseins“ (svabhāva) und des „Fremdseins“ (parabhāva), der „Identität“ und der „Differenz“ –, sollen aufgebrochen werden, um die ergreifende und anhaftende Tendenz des Denkens, die Nāgārjuna mit dem Ausdruck der „begrifflichen Entfaltung“ (prapañca) wiedergibt, zu beruhigen und die damit einhergehenden Fixierungen aufzulösen:
Erlösung kommt durch die Vernichtung von Karma und Anhaftungen. Karma und Anhaftung kommen aus unterscheidenden Vorstellungen (vikalpa), sie kommen aus der begrifflichen Entfaltung (prapañca). Die Entfaltung aber wird in der Leerheit vernichtet.
karmakleśakṣayān mokṣaḥ karmakleśā vikalpataḥ |
te prapañcāt prapañcas tu śūnyatāyāṃ nirudhyate ||
(MMK 18.5)
Nāgārjuna warnt jedoch mehrfach davor, die Leerheit mit einer hinter der Welt liegenden „Realität“ oder einer Ansicht zu verwechseln, die diese Realität repräsentiert. Man sollte sich davor hüten, sie ihrerseits zum Träger einer Substanz oder gar zum „wahren Wesen“ der Phänomene, einem Absoluten, zu machen. Die Leerheit ist für Nāgārjuna vorrangig im Sinne eines Hilfsmittels zu verstehen, das als solches nicht vergegenständlicht werden darf:
Die Leerheit wurde von den „Siegreichen“, den Buddhas, als Zurückweisung jeglicher Ansicht gelehrt. Diejenigen aber, für welche die Leerheit eine Ansicht ist, die wurden für unheilbar erklärt.
śūnyatā sarvadṛṣṭīnāṃ proktā niḥsaraṇaṃ jinaiḥ |
yeṣāṃ tu śūnyatādṛṣṭis tān asādhyān babhāṣire ||
(MMK 13.8)
Es ist daher laut Nāgārjuna äußerst wichtig, mit dem Begriff der Leerheit vorsichtig umzugehen. Er ist als heilsames Konzept gedacht, um von extremen Ansichten zu befreien, kann sich jedoch, wenn er als Ansicht missverstanden wird, auch gegenteilig auswirken und Schaden anrichten.
Die falsch aufgefaßte Leerheit richtet den, der von schwacher Einsicht ist, zugrunde – wie eine schlecht ergriffene Schlange oder falsch angewandte Magie.
vināśayati durdṛṣtā śūnyatā mandamedhasam |
sarpo yathā durgṛhīto vidyā vā duṣprasādhitā ||
(MMK 24.11)
Es gilt aus diesem Grunde auch zu erkennen, dass die Leerheit als abhängige Bezeichnung selbst leer ist – eine Aussage, die Nāgārjuna aus den eigenen Reihen Vorwürfe des Nihilismus (nastitva) und der „Selbstwiderlegung“ einbrachte, da sie als Theorie missverstanden wurde. Die Leerheit war von Nāgārjuna nie als Theorie beabsichtigt, die eine andere Theorie ersetzen sollte. Es ging ihm vielmehr darum, letztlich alle Theorien hinter sich zu lassen, auch die der Leerheit. Wenn die Leerheit ihren Zweck als Hilfsmittel erfüllt hat und den Blick für eine tiefere Einsicht öffnen konnte, sollte sie aufgegeben werden, so wie man ein Floß hinter sich lässt, das einen ans rettende Ufer brachte und von da an nicht mehr benötigt wird. Sogar nur von ihr zu sprechen kann sich unheilsam auswirken, wenn das Gesprochene reifiziert wird, weswegen Nāgārjuna betont:
Man soll weder sagen 'leer', noch 'nicht-leer', auch nicht 'beides zugleich' und auch nicht 'keines von beiden'. Zum Zwecke der Verständigung aber mag man so sprechen.
śūnyam iti na vaktavyam aśūnyam iti vā bhavet |
ubhayaṃ nobhayaṃ ceti prajñaptyarthaṃ tu kathyate ||
(MMK 22.11)
An diesem Beispiel zeigt sich Nāgārjunas Argumentationstechnik mittels des „Urteilsvierkants“ (catuṣkoṭi), der im Folgenden näher erläutert wird.

### Der Urteilsvierkant (catuṣkoṭi)
Das logische Stilmittel des „Urteilsvierkants“ (catuṣkoṭi), auch buddhistisches Tetralemma genannt, das Nāgārjuna in seiner Argumentation als didaktisches Instrument einsetzt, ist eine vermutlich auf den im Dīghanikāya erwähnten Skeptiker Sañjaya Belaṭṭhiputta zurückgehende Denkfigur, die sich aus vier Gliedern zusammensetzt, welche vier möglichen logischen Alternativen entsprechen. Sie wird der Überlieferung nach bereits von Buddha auf Fragen angewandt, die seinem Verständnis nach von den falschen Prämissen ausgehen und daher von vornherein dem Kontext nach nicht richtig gestellt sind. Diese Vorgehensweise Buddhas ist an mehreren Stellen des Pali-Kanon tradiert. Ein Textbeispiel hierzu findet sich in einem Kapitel aus dem „Saṃyuttanikāya“ („Gruppierte Sammlung“), wo Kassapa, ein Wanderasket und späterer Schüler Buddhas, von Buddha über die Entstehung des Leidens aufgeklärt wird:
Kassapa: Ist etwa das Leiden, Herr Gotama, selbst verursacht?
Buddha: Nicht so sollst du sprechen, Kassapa.
Kassapa: Oder aber ist das Leiden von einem anderen verursacht?
Buddha: Nicht so sollst du sprechen, Kassapa.
Kassapa: Ist etwa das Leiden sowohl selbst verursacht als auch von einem anderen verursacht?
Buddha: Nicht so sollst du sprechen, Kassapa.
Kassapa: Oder aber ist das Leiden nicht selbst bewirkt und auch nicht von einem anderen bewirkt, sondern durch Zufall entstanden?
Buddha: Nicht so sollst du sprechen, Kassapa.
Kassapa: Gibt es also, Herr Gotama, überhaupt kein Leiden?
Buddha: Es gibt wohl ein Leiden, Kassapa.
Kassapa: Kennt also Herr Gotama das Leiden nicht und sieht es nicht?
Buddha: Ich kenne das Leiden wohl, ich sehe das Leiden wohl, Kassapa.
Kassapa: So möge mir der Erhabene das Leiden darlegen, möge es mir verkünden.
Daraufhin antwortete der Buddha zusammenfassend: „Behauptet man nämlich, der Nämliche ist es, der die Handlung ausführt und der die Folgen empfindet, so gibt es einen, der von Anbeginn da ist – sagt man von dem aus, das Leiden ist selbst verursacht, so kommt man damit auf ein ewig Dauerndes hinaus. Behauptet man, ein anderer ist es, der die Handlung ausführt und der die Folgen empfindet, so gibt es einen, der von Empfindung betroffen ist. Sagt man von dem aus, das Leiden ist von einem anderen verursacht, so kommt man auf eine völlige Vernichtung hinaus. Diese beiden Enden vermeidend, Kassapa, verkündet in der Mitte der Tathāgata die wahre Lehre: Durch Unwissenheit bedingt sind die Gestaltungen, durch die Gestaltungen bedingt ist das Bewusstsein …“ (Saṃyutta Nikāya SN 12.17)
In diesem Beispiel argumentiert Buddha mit der Negation aller vier Glieder des catuṣkoṭi. Er versucht damit, auf die bereits tendenziell in den Fragestellungen verborgenen extremen Ansichten des Ewigkeitsglaubens und der Vernichtungslehre hinzuweisen, die nach buddhistischem Denken zu vermeiden sind.
Der „Urteilsvierkant“ als theoretisches Modell bezieht in seiner Grundstruktur sowohl den Satz vom Widerspruch als auch den Satz vom ausgeschlossenen Dritten mit ein:
1. Etwas ist (so)
2. Etwas ist nicht (so)
3. Etwas ist sowohl (so) als auch nicht (so)
4. Etwas ist weder (so) noch nicht (so)

Die buddhistische Logik geht gemäß der zentralen Lehre vom Nicht-Selbst davon aus, dass A nicht mit sich selbst identisch ist, das heißt: A ist nicht A (das isoliert geglaubte Selbst ist in Wirklichkeit ein fehlerhafter Eindruck, der dadurch zustande kommt, dass der Prozess ständig neu zusammentretender und wieder auseinanderfallener Gruppierungen von Daseinsfaktoren mit einem beständigen Ich verwechselt und diese Verwechslung durch Anhaften verstärkt und aufrechterhalten wird). Dies bedeutet, die Grundprämisse der formalen Logik – Selbstidentität (A = A) – wird von vorneherein verneint. Doch im nächsten Schritt wird ebenso die Differenz negiert: A ist also genauso wenig Nicht-A (es ist auch kein Selbst inner- und außerhalb der Daseinsfaktoren zu finden). Die beiden darauf folgenden Schritte sind schließlich, da sie lediglich Kombinationen aus den ersten beiden Schritten darstellen, als genauso falsch zu verwerfen.
Es gilt gemäß dieser Vorgehensweise mithilfe des catuṣkoṭi nicht, etwas als unumstößliche Wahrheit zu beweisen, das heißt eine Behauptung zu falsifizieren oder eine falsche durch die richtige Wahrheit zu ersetzen, sondern vielmehr darum, auf die Schwachstellen in bestimmten Argumentationsformen und Gedankengängen hinzuweisen, die einer Erkenntnis entgegenwirken. Das einzig gültige Kriterium, nach der eine Aussage demzufolge letztlich bewertet werden kann, liegt darin, ob das Gesagte heilsam und für eine tiefergehende Einsicht förderlich ist oder nicht. Aussageweisen, auch wenn sie der relativen Ebene angehören, sind notwendig, um damit Lehrinhalte zu vermitteln und zu transportieren, müssen sich jedoch als „heilsam erprobt“ bewähren und beziehen ihren Wahrheitsgehalt demnach aus der praktischen Anwendbarkeit.
Das tatsächliche, vollständige Verstehen vollzieht sich dann in der nonverbalen Einsicht, dem, was im Zen auch als „nicht-denkendes Denken“ (jap. hishiryo) bekannt ist. Somit besitzt die Anwendung des „Urteilsvierkants“ zwei Aspekte: einen dekonstruktiven, d. h. die Funktion, die „Sackgassen“ des begrenzenden, einengenden und unheilsamen Denkens aufzuzeigen, und zugleich einen konstruktiven, nämlich die Funktion, Unwissenheit (avidyā) in Weisheit (prajñā) zu überführen, also über das begrenzende Denken hinauszudeuten und von ihm wegzuleiten. Elemente aus dem catuṣkoṭi finden sich bis heute in einigen Mondos und Kōan der Zen-Tradition wieder.

### Die Lehre von den „Zwei Wahrheiten“ (satyadvaya)
Bei der Verkündigung des Dharma haben sich die Buddhas auf die zwei Wahrheiten gestützt: Die eine ist die weltliche, 'verhüllte Wahrheit' (saṃvṛtisatya), die andere ist die ‚Wahrheit im höchsten Sinne’ (paramārthasatya). Diejenigen, die den Unterschied der beiden Wahrheiten nicht erkennen, die erkennen auch nicht die tiefe Wahrheit (tattva) in der Lehre Buddhas.
dve satye samupāśritya buddhānāṃ dharmadeśanā |
lokasaṃvṛtisatyaṃ ca satyaṃ ca paramārthataḥ ||
ye 'nayor na vijānanti vibhāgaṃ satyayor dvayoḥ |
te tattvaṃ na vijānanti gambhīraṃ buddhaśāsane ||
(MMK 24.8 - 24.9)
Ohne sich nicht auf die Anwendung [der Worte] (vyavahara) zu stützen, kann die Wahrheit im höchsten Sinne nicht gezeigt werden; und ohne zur Wahrheit im höchsten Sinne vorgestoßen zu sein, wird Nirvana nicht erlangt.
vyavahāram anāśritya paramārtho na deśyate |
paramārtham anāgamya nirvāṇaṃ nādhigamyate ||
(MMK 24.10)
Die in obigem Zitat von Nagarjuna angesprochene Methodik des Unterscheidens zwischen einer Wahrheit im höchsten Sinn und einer verhüllten, auf Konvention beruhender Wahrheit, die im späteren Madhyamaka konsequent fortgeführt wurde, ist in dieser Form bis heute durch alle buddhistischen Schulen hinweg erhalten geblieben. Die Auffassung, dass keine Aussage absolute Gültigkeit besitzt, sondern als relative und bedingte Aussage auf ihre Heilsamkeit hin zu überprüfen ist, hat seit Nagarjunas Formulierung der „Zwei Wahrheiten“ ihren festen Platz in allen buddhistischen Richtungen.
Bereits im „Korb der Abhandlungen“ findet sich ein erster frühbuddhistischer Ansatz zum Modell der „Zwei Wahrheiten“, indem zwischen den Wirklichkeitsebenen „samutti sacca“ und „paramattha sacca“ differenziert wird. In dieser frühen Form beziehen sich die „Zwei Wahrheiten“ auf den Realitätsstatus der Daseinsfaktoren (dharmas) im Kontrast zu den weltlichen Gegebenheiten, die von ihrem bedingten Zusammenspiel abhängen. Den Daseinsfaktoren als nicht weiter reduzierbaren Konstituenten der empirischen Realität kommt hier höchste Wirklichkeit zu, sie werden daher auch „paramattha dhammas“ genannt. Was die Daseinsfaktoren konstituieren – die alltägliche Vorstellung von „ich“, „mein“, von konkreten, substanzhaften, voneinander unabhängigen Dingen und Personen –, wird hingegen der Ebene der verhüllten Wirklichkeit zugeordnet.
Nagarjuna griff dieses Modell auf, veränderte dabei jedoch, nun unter Verwendung der Sanskrit-Begriffe „samvritti satya“ und „paramartha satya“, die Einteilung der Wirklichkeitsgrade grundlegend. Die zuvor noch im abhidharmischen Sinne als „höchste Wirklichkeit“ beschriebenen Daseinsfaktoren verlegte er – wie alles verbal Ausdrückbare – auf die Ebene der „samvritti satya“, der verhüllten Wahrheit. Die höchste Wahrheit kann nicht gesagt werden, man kann nur auf sie hindeuten mittels konventioneller Wahrheit – um sie daraufhin in einer tiefer gehenden, intuitiven Einsicht unmittelbar zu erfahren. Diese Grundhaltung wird z. B. in dem Zen-Spruch „Der Finger, der auf den Mond zeigt, ist nicht der Mond“ illustriert.